# Collegio uninominale Lazio - 01 (2017)
Il collegio elettorale uninominale Lazio - 01 è stato un collegio elettorale uninominale della Repubblica Italiana per l'elezione del Senato tra il 2017 ed il 2022.

## Territorio
Come previsto dalla legge elettorale italiana del 2017, il collegio era stato definito tramite decreto legislativo all'interno della circoscrizione Lazio.
Era formato da parte del territorio del comune di Roma (Rione Borgo, Rione Campitelli, Rione Campo Marzio, Rione Castro Pretorio, Rione Celio, Rione Colonna, Rione Esquilino, Rione Ludovisi, Rione Monti, Rione Parione, Rione Pigna, Rione Ponte, Rione Prati, Rione Regola, Rione Ripa, Rione Sallustiano, Rione San Saba, Rione Sant'Angelo, Rione Sant'Eustachio, Rione Testaccio, Rione Trastevere, Rione Trevi, Quartiere Aurelio, Quartiere Della Vittoria, Quartiere Flaminio, Quartiere Gianicolense, Quartiere Monte Sacro, Quartiere Nomentano, Quartiere Parioli, Quartiere Pinciano, Quartiere Salario, Quartiere Tor di Quinto, Quartiere Trieste, Quartiere Trionfale).
Il collegio era parte del collegio plurinominale Lazio - 01.

## Eletti
| Elezione | Elezione | Senatore    | Partito |
| -------- | -------- | ----------- | ------- |
|          | 2018     | Emma Bonino | +Europa |

## Dati elettorali

### XVIII legislatura
Come previsto dalla legge elettorale, 116 senatori erano eletti con sistema a maggioranza relativa in altrettanti collegi uninominali a turno unico.
| Candidati              | Candidati             | Voti    | %     | Liste                                | Voti    | %     |
| ---------------------- | --------------------- | ------- | ----- | ------------------------------------ | ------- | ----- |
|                        | Emma Bonino ✔️ Eletto | 112 425 | 38,89 | Partito Democratico                  | 81 799  | 28,30 |
| +Europa                | Emma Bonino ✔️ Eletto | 112 425 | 38,89 | 25 293                               | 8,75    |       |
| Italia Europa Insieme  | Emma Bonino ✔️ Eletto | 112 425 | 38,89 | 3 274                                | 1,13    |       |
| Civica Popolare        | Emma Bonino ✔️ Eletto | 112 425 | 38,89 | 2 059                                | 0,71    |       |
|                        | Federico Iadicicco    | 92 808  | 32,10 | Forza Italia                         | 37 007  | 12,80 |
| Lega                   | Federico Iadicicco    | 92 808  | 32,10 | 27 421                               | 9,49    |       |
| Fratelli d'Italia      | Federico Iadicicco    | 92 808  | 32,10 | 26 233                               | 9,07    |       |
| Noi con l'Italia - UDC | Federico Iadicicco    | 92 808  | 32,10 | 2 147                                | 0,74    |       |
|                        | Claudio Consolo       | 54 380  | 18,81 | Movimento 5 Stelle                   | 54 380  | 18,81 |
|                        | Laura Lauri           | 15 661  | 5,42  | Liberi e Uguali                      | 15 661  | 5,42  |
|                        | Fabrizio Burattini    | 5 896   | 2,04  | Potere al Popolo!                    | 5 896   | 2,04  |
|                        | Vincenzina Morelli    | 2 676   | 0,93  | CasaPound                            | 2 676   | 0,93  |
|                        | Mario Adinolfi        | 1 840   | 0,64  | Il Popolo della Famiglia             | 1 840   | 0,64  |
|                        | Alfonso Galdi         | 1 081   | 0,37  | Partito Comunista                    | 1 081   | 0,37  |
|                        | Alessia Augello       | 746     | 0,26  | Italia agli Italiani                 | 746     | 0,26  |
|                        | Luigi Intorcia        | 699     | 0,24  | Democrazia Cristiana                 | 699     | 0,24  |
|                        | Irene Caporale        | 336     | 0,12  | Per una Sinistra Rivoluzionaria      | 336     | 0,12  |
|                        | Giuseppe Moesch       | 275     | 0,10  | PRI - ALA                            | 275     | 0,10  |
|                        | Francesca Raga        | 270     | 0,09  | Lista del Popolo per la Costituzione | 270     | 0,09  |
| Totale                 | Totale                | 289 093 | 100   |                                      | 289 093 | 100   |
|                        |                       |         |       |                                      |         |       |
| Voti non validi        | Voti non validi       | 6 799   | 2,30  |                                      |         |       |
| Votanti                | Votanti               | 295 892 | 74,02 |                                      |         |       |
| Elettori               | Elettori              | 399 729 |       |                                      |         |       |